# Ledebouria monophylla
Ledebouria monophylla är en sparrisväxtart som beskrevs av Stephanus Venter. Ledebouria monophylla ingår i släktet Ledebouria och familjen sparrisväxter. Inga underarter finns listade i Catalogue of Life.